# Майер, Аннелиза
Аннелиза Майер (Anneliese Maier; 17 ноября 1905, Тюбинген — 2 декабря 1971, Рим) — немецкий философ и историк науки с всемирной известностью. Доктор философии (1930), профессор земли Северный Рейн-Вестфалия (1951), членкор Академий наук в Майнце, Гёттингене и Мюнхене. Член Средневековой академии Америки (1970). Главный труд — пятитомное исследование по натурфилософии поздней схоластики, наиболее известен в котором том «Предшественники Галилея в XIV веке» {Рец. Mieczyslaw Markowski}. В 1966 году стала первой немкой, удостоенной медали Джорджа Сартона, самой выдающейся международной награды в области истории науки. Дочь Генриха Майера.
Училась в средней школе в Геттингене и Гейдельберге, окончила ее в 1923 году.
Изучала философию, физику и математику, а также историю в Берлине, Цюрихе и Париже и получила степень доктора философии за диссертацию «Кантовские категории качества» в 1930 году в Берлине, выполнив ее под началом проф. Эдуарда Шпрангера, рассмотрев категории качества Канта как с исторической, так и с философской точки зрения. В том же году ее диссертация будет опубликована в виде приложения к Kant-Studien.
Политическое давление в эпоху нацизма помешало ей завершить хабилитацию.
В качестве сотрудника издания Лейбница Прусской академии наук проводила архивные изыскания в Италии. В 1938 году стала работать в Риме, сперва в качестве научного сотрудника DFG (Немецкого исследовательского общества), а затем как научная сотрудница в Библиотеке Герциана, тогдашнем Институте культурных наук и искусств в Обществе кайзера Вильгельма, позже в Институте истории искусств Макса Планка. С 1954 года состояла научным членом Общества Макса Планка.
Ее имя носит Anneliese Maier Research Award, вручающаяся исследователям мирового уровня в области гуманитарных и социальных наук (размером в 250 000 евро, впервые присуждена в 2011, последний раз — в 2018).